# 加藤勝哉
加藤 勝哉（かとう かつや、1955年7月25日 - ）は、日本の実業家。東邦ホールディングス株式会社取締役社長を務めた。

## 人物・経歴
秋田県出身。1978年獨協大学経済学部卒業。1991年東邦薬品入社。2001年取締役に昇格。2009年東邦ホールディングス執行役員コーポレートコミュニケーション室長。2015年東邦ホールディングス常務取締役経営企画本部長。2017年から東邦ホールディングス取締役社長を務めた。この間、秋田産業サポータークラブリーダーズ会員も務めた。2019年東邦ホールディングス取締役に退いた。